# Pont Mỹ Thuận
Le Pont Mỹ Thuận (vietnamien : Cầu Mỹ Thuận) est un pont à haubans sur le fleuve Antérieur (Mékong) près de Vinh Long au Viêt Nam.
Il est issu de la coopération entre le gouvernement australien et la République Socialiste du Viêt Nam. C'est le plus grand pont construit par le gouvernement australien, pour un coût de 91 million $ australiens.